# 上北澤站

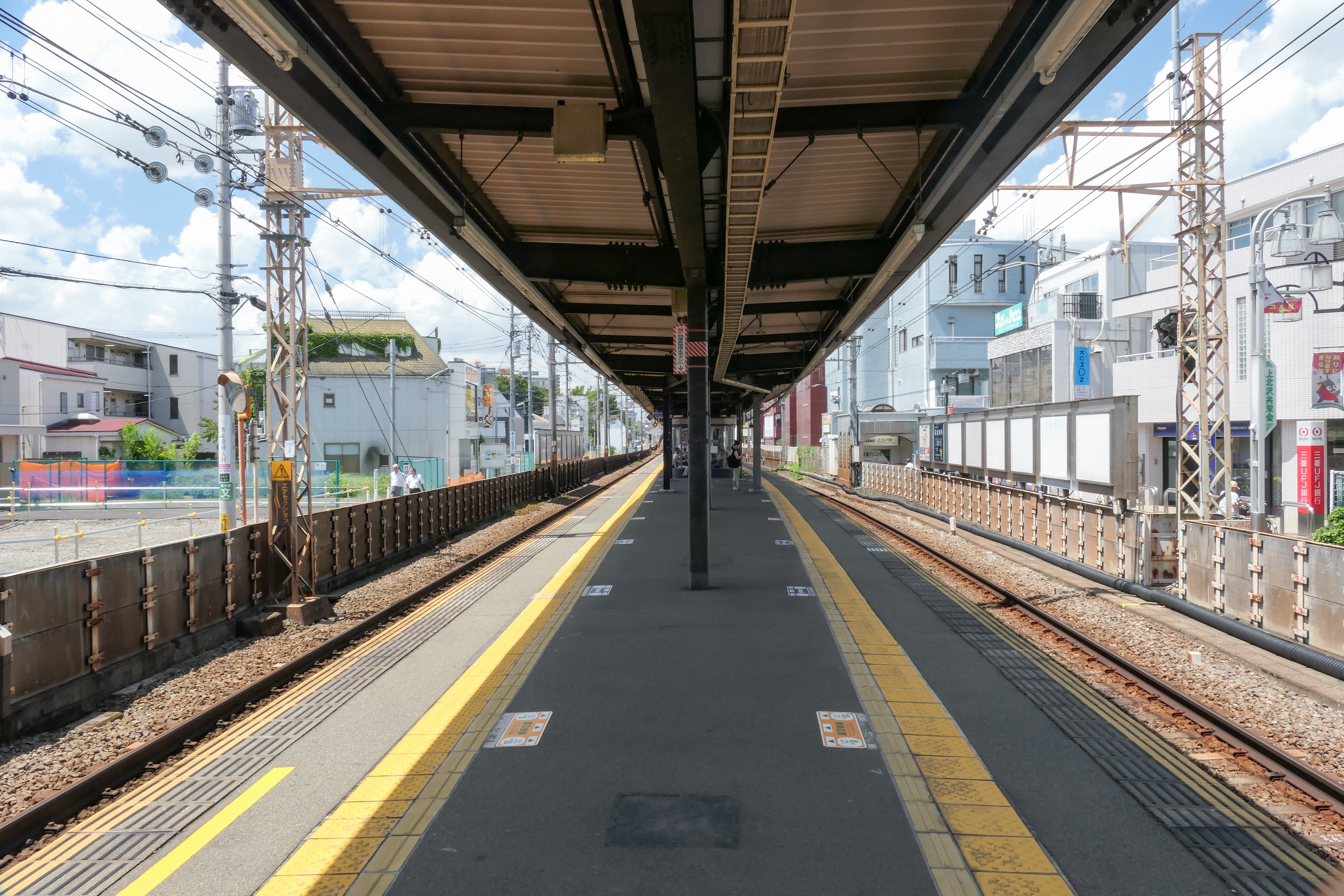
月台（2023年4月）

上北澤站（日语：／ Kami-kitazawa eki */?）是位於東京都世田谷區上北澤四丁目，屬於京王電鐵京王線的鐵路車站。車站編號是KO09。

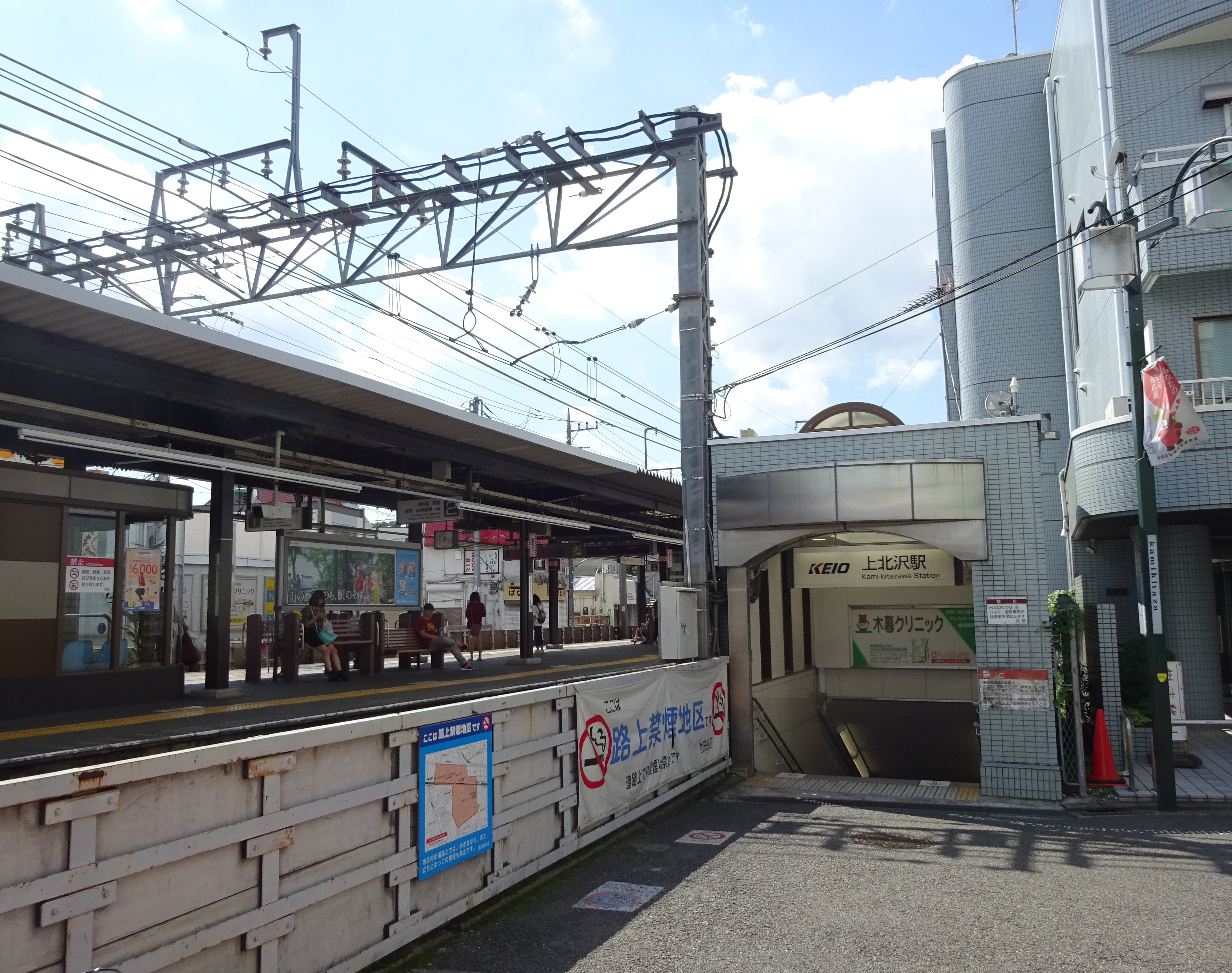
北口（2015年9月）

## 年表
- 1913年4月15日，作為京王電氣軌道的車站啟用，最初名為上北澤站。
- 1917年，改稱北澤站。
- 1932年12月10日，再次改稱上北澤站。
- 1944年5月31日，京王與東京急行電鐵合併後，上北澤站作為京王線的車站運行。
- 1948年6月1日，東急與京王帝都電鐵分拆，上北澤站成為京王的車站。
- 1994年3月，不再使用鐵路道口，改為使用對應10卡車廂的月台。
- 2007年2月，設置升降機，並且拆除新宿方面月台的樓梯。
- 2013年2月22日，以KO09作為上北澤站的編號。

### 站名由來
古代世田谷沼澤遍布，此地相對南方的深澤、奧澤、馬引澤是位在北方而名「北澤」。後北澤地區過於廣大再分為「上北澤」、「下北澤」。

## 車站構造
本站為島式月台1面2線的地上站，站房位於地下。下行線為直線，上行線為曲線。廁所位於地下車站內。

### 月台配置
| 月台 | 路線   | 方向 | 目的地                               |
| ---- | ------ | ---- | ------------------------------------ |
| 1    | 京王線 | 下行 | 調布、橋本、京王八王子、高尾山口方向 |
| 2    | 京王線 | 上行 | 明大前、笹塚、新宿、都營新宿線方向   |

## 使用情況
2016年度1日平均上下車人次為15,165人。近年使用人數逐漸減少。
| 年度               | 1日平均 上下車人次 | 1日平均 上車人次 | 來源   |
| ------------------ | ------------------ | ---------------- | ------ |
| 1955年（昭和30年） | 9,864              |                  |        |
| 1960年（昭和35年） | 12,684             |                  |        |
| 1965年（昭和40年） | 17,844             |                  |        |
| 1970年（昭和45年） | 20,668             |                  |        |
| 1975年（昭和50年） | 19,585             |                  |        |
| 1980年（昭和55年） | 22,052             |                  |        |
| 1983年（昭和58年） | 23,336             |                  |        |
| 1985年（昭和60年） | 20,654             |                  |        |
| 1990年（平成02年） | 20,869             | 10,466           | [ 5 ]  |
| 1991年（平成03年） |                    | 9,738            | [ 6 ]  |
| 1992年（平成04年） |                    | 10,214           | [ 7 ]  |
| 1993年（平成05年） |                    | 10,153           | [ 8 ]  |
| 1994年（平成06年） |                    | 9,978            | [ 9 ]  |
| 1995年（平成07年） | 19,826             | 9,806            | [ 10 ] |
| 1996年（平成08年） |                    | 9,679            | [ 11 ] |
| 1997年（平成09年） |                    | 9,255            | [ 12 ] |
| 1998年（平成10年） |                    | 9,082            | [ 13 ] |
| 1999年（平成11年） |                    | 8,691            | [ 14 ] |
| 2000年（平成12年） | 17,594             | 8,542            | [ 15 ] |
| 2001年（平成13年） |                    | 8,277            | [ 16 ] |
| 2002年（平成14年） |                    | 8,074            | [ 17 ] |
| 2003年（平成15年） | 16,135             | 7,770            | [ 18 ] |
| 2004年（平成16年） | 15,978             | 7,696            | [ 19 ] |
| 2005年（平成17年） | 15,662             | 7,674            | [ 20 ] |
| 2006年（平成18年） | 15,012             | 7,474            | [ 21 ] |
| 2007年（平成19年） | 15,066             | 7,525            | [ 22 ] |
| 2008年（平成20年） | 14,821             | 7,403            | [ 23 ] |
| 2009年（平成21年） | 14,631             | 7,312            | [ 24 ] |
| 2010年（平成22年） | 14,401             | 7,184            | [ 25 ] |
| 2011年（平成23年） | 14,265             | 7,098            | [ 26 ] |
| 2012年（平成24年） | 14,162             | 7,066            | [ 27 ] |
| 2013年（平成25年） | 14,175             |                  |        |
| 2014年（平成26年） | 14,116             |                  |        |
| 2015年（平成27年） | 14,693             |                  |        |
| 2016年（平成28年） | 15,165             |                  |        |

## 車站周邊
與下一站八幡山站的距離僅600公尺，從車站可見八幡山站月台。
- 世田谷區立上北澤小學校
- 東京都立松澤醫院
- 上北澤圖書館
- 賀川豐彥紀念、松澤資料館
- NTT上北澤大廈
- 國道20號（甲州街道）
- 首都高速4號新宿線
- 警視廳成城警察署（日语：成城警察署）上北澤站前交番
- 杉並下高井戶郵便局

## 巴士路線
- 上北澤站入口
  - 杉並區南北巴士交通「杉丸（日语：すぎ丸）」
    - <櫻路線> 經柏之宮公園（日语：柏の宮公園）入口往濱田山站南
- 上北澤公園
  - 八01（日语：京王バス東・永福町営業所）希望之丘團地線
    - 往八幡山站

## 相鄰車站
京王電鐵
 京王線
■特急、■準特急、■急行、■區間急行、■快速
通過
■各站停車
櫻上水（KO08）－上北澤（KO09）－八幡山（KO10）

## 外部連結
- 上北澤 - 京王電鐵

35°40′7.8″N 139°37′24.4″E / 35.668833°N 139.623444°E